# Burgos (Ilocos Norte)
Burgos je město ležící ve na severozápadě filipínské provincie Ilocos Norte. V roce 2000 mělo město 8534 obyvatel žijících v 1784 domácnostech.

## Maják Cape Bojeador
V Burgos můžeme najít významnou stavbu zvanou Maják Cape Bojeador nebo také Burgoský maják. Je to nejvýše a najseverozápadněji položený maják na Filipínách. Do provozu byl uveden 31. března 1892. Španělská vláda ho nechala postavit na vysokém pahorku s výhledem na Cape Bojeador, kudy projížděly galeony, za účelem směrovat lodi dál od skalnatého pobřeží města. Maják stále funguje, petrolejové lampy, původní zdroj světla, však byly nahrazeny solárními panely.

## Barangaye
Burgos je rozdělen do 11 menších územních jednotek zvaných barangaye.
- Ablan
- Agaga
- Bayog
- Bobon
- Buduan (Malituek)
- Nagsurot
- Paayas
- Pagali
- Poblacion
- Saoit
- Tanap